# Feliks Władysław Pawłowski
Feliks Władysław Pawłowski (ur. 1876 w Warszawie, zm. 1951) – amerykański profesor inżynierii mechanicznej polskiego pochodzenia, jeden z twórców aeronautyki jako nauki, pionier nauczania akademickiego w tym zakresie.
Tytuł zawodowy inżyniera zdobył w Polsce oraz we Francji. W 1913 roku opracował program nauczania akademickiego w zakresie aeronautyki. Pracował jako profesor inżynierii mechanicznej na Uniwersytecie Michigan. Zaliczany do historycznego grona 598 pionierów awiacji.